# بوبي نوبل (لاعب كرة قدم)
بوبي نوبل (بالإنجليزية: Bobby Noble)‏ (25 مايو 1949 في المملكة المتحدة - 1 مايو 2005) هو لاعب كرة قدم بريطاني في مركز قلب الدفاع. لعب مع كولتشستر يونايتد ونادي بوري ونادي ساوثبورت ونيوكاسل يونايتد ونادي بارو وInter Monaro SC ‏ ووسترن سابربز ‏ ودارلينجتون إف سى.